# 查干沐沦苏木
查干沐沦苏木是中华人民共和国内蒙古自治区赤峰市巴林右旗下辖的一个苏木。
2012年1月20日，内蒙古自治区人民政府批复同意从查干沐沦镇划出11个嘎查村设置巴彦琥硕镇；撤销查干沐沦镇，设置查干沐沦苏木，辖沙巴尔合、查干沐沦、毛敦敦达、珠腊沁、呼勒斯图布郎、查干锡热、塔布花、呼特勒8个嘎查和达马金、巴彦锡那、岗根、浩伊日毛都4个村，驻沙巴尔台。

## 行政区划
查干沐沦苏木下辖以下村级行政区划单位：
树中嘎查、珠尔沁嘎查、查干沐沦嘎查、巴彦锡那村、达马金场村、岗根村、沙巴尔台嘎查、塔本花嘎查、呼特勒嘎查、宝冷嘎查、查干西热嘎查和浩伊日毛都村。